# Siarka Tarnobrzeg (piłka nożna)
KS Siarka Tarnobrzeg – polski klub piłkarski z siedzibą w Tarnobrzegu. W sezonach 1992/1993, 1993/1994 oraz 1995/1996 drużyna występowała w najwyższej klasie rozgrywkowej. Od sezonu 2023/2024 trzecioligowiec.

## Klub
Informacje ogólne
- Pełna nazwa: Klub Sportowy Siarka Tarnobrzeg
- Rok założenia: 1957
- Barwy: zielono-czarno-żółte
- Adres: Aleja Niepodległości 2, 39-400 Tarnobrzeg
- Prezes: Dariusz Dziedzic
- Trener: Sławomir Majak

Stadion
Stadion Miejski w Tarnobrzegu, al. Niepodległości 2
- Pojemność: 4 000 miejsc (wszystkie siedzące)
- Wymiary boiska: 105 x 68 m
- Oświetlenie: brak

## Historia
W sezonie 2008/2009 piłkarze Siarki awansowali do III ligi, w której występowali do 2012 roku. W sezonie 2011/12 Siarka wygrała III ligę grupę podkarpacko-lubelską i awansowała do II ligi. Do listopada 2012 roku trenerem był Michał Szymczak, a w rundzie jesiennej trenerem Siarki został Artur Kupiec. W sezonie 2021/22 klub wywalczył awans do II ligi, z której spadł w 2023.

## Siarka w poszczególnych sezonach

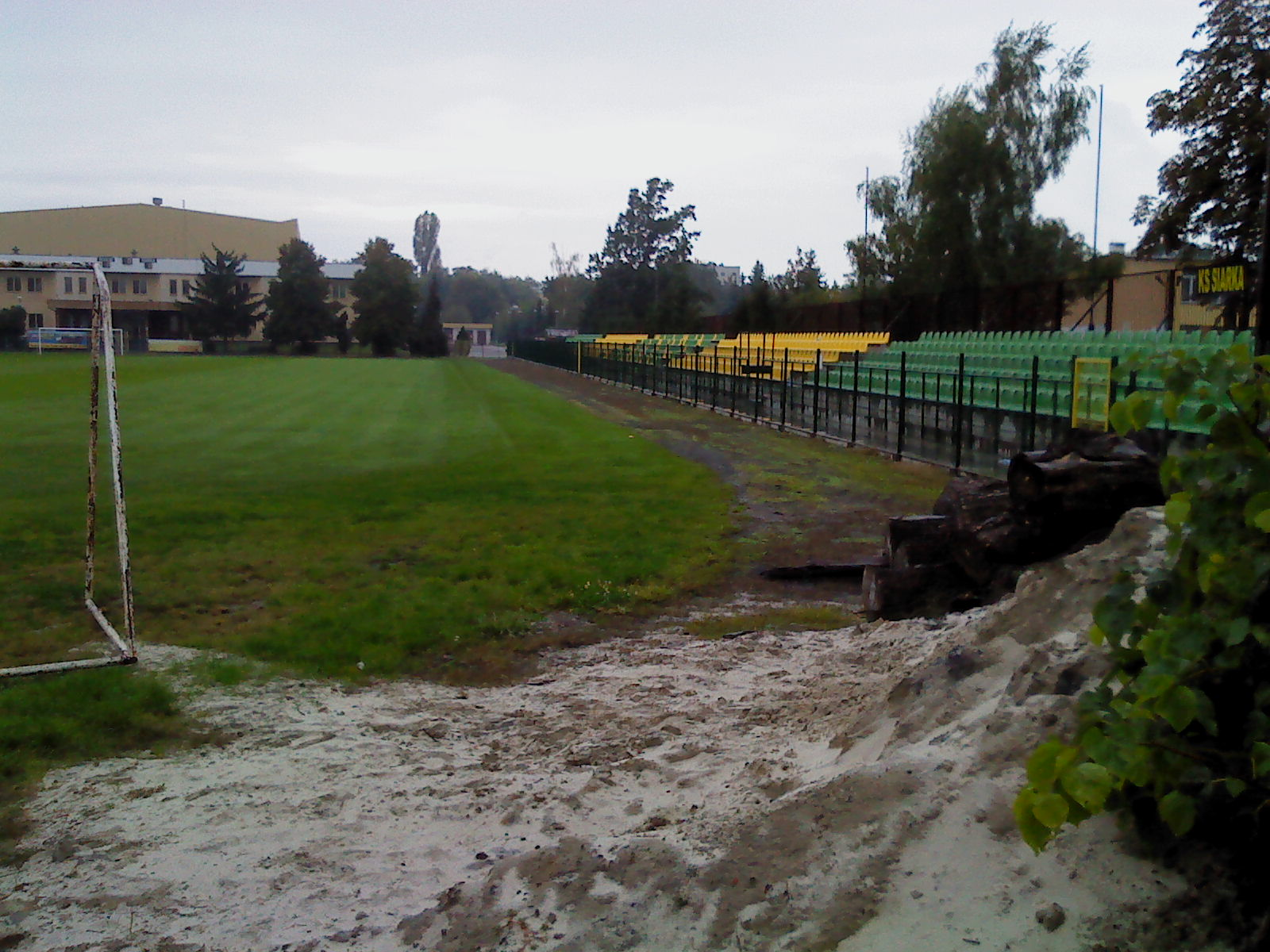
Stadion Siarki

## Sukcesy
- 11. miejsce w I lidze: 1993
- 2. miejsce MP juniorów U-19: 1979
- Brązowy medal MP juniorów: 1999

## Piłkarze Siarki Tarnobrzeg

### Składy w I lidze (Ekstraklasie)
| 1992/93 | Bramkarze: Konrad Paciorkowski • Marek Pawlak Obrońcy: Artur Adamus • Modest Boguszewski • Herbert Boruc • Michał Kozłowski • Piotr Porębny • Sylwester Rączka • Zbigniew Rejczyk • Marek Sadowski • Edward Tyburski • Grzegorz Wilczok • Krzysztof Złotek Pomocnicy: Krzysztof Dziubel • Mariusz Gornak • Wojciech Klich • Andrzej Kobylański • Mariusz Kukiełka • Grzegorz Rozmus • Józef Stefanik • Krzysztof Stępień • Zbigniew Walski • Piotr Woźniak • Jacek Zieliński Napastnicy: Roman Buczek • Cezary Kucharski • Stanisław Kuczek • Janusz Mulawka • Krzysztof Przypkowski • Mariusz Stępień                                                                 |
| 1993/94 | Bramkarze: Sylwester Janowski • Konrad Paciorkowski • Marek Pawlak Obrońcy: Artur Adamus • Modest Boguszewski • Tomasz Kiełbowicz • Robert Piekarski • Piotr Porębny • Artur Szymczyk • Edward Tyburski • Grzegorz Wilczok • Krzysztof Złotek • Roman Żuchnik Pomocnicy: Jacek Berensztajn • Artur Kopeć • Afrim Kuci • Mariusz Kukiełka • Jacek Leptacz • Wojciech Nieradka • Grzegorz Rozmus • Józef Stefanik • Krzysztof Stępień • Piotr Woźniak • Sławomir Wójtowicz • Jacek Zieliński Napastnicy: Andrzej Białek • Roman Buczek • Cezary Kucharski • Stanisław Kuczek • Krzysztof Przypkowski • Mariusz Stępień • Krzysztof Zagórski • Artur Ząbek. Grzegorz Wilk |
| 1995/96 | Bramkarze: Sylwester Janowski • Marek Pawlak • Grzegorz Witoń Obrońcy: Artur Adamus • Leszek Jędraszczyk • Tomasz Kiełbowicz • Rafał Oleniacz • Adam Ozimek • Adam Ozimek • Edward Tyburski • Grzegorz Wilczok • Krzysztof Złotek • Roman Żuchnik Pomocnicy: Dariusz Drągowski • Piotr Golczyński • Tomasz Komada • Mariusz Kukiełka • Jacek Kuranty • Mieczysław Ożóg • Jacek Rączkowski • Grzegorz Rozmus • Józef Stefanik Napastnicy: Andrzej Białek • Krzysztof Przypkowski • Artur Rozmus • Mariusz Słomka • Krzysztof Zagórski |

| Zawodnik           | Lata gry  |
| ------------------ | --------- |
| Mariusz Kukiełka   | 1990–1996 |
| Cezary Kucharski   | 1990–1994 |
| Jacek Bayer        | 1991–1992 |
| Tomasz Kiełbowicz  | 1993–1996 |
| Andrzej Kobylański | 1989–1992 |
| Jacek Kuranty      | 1993–2002 |
| Jacek Berensztajn  | 1994      |

| Trener             | Lata pracy |
| ------------------ | ---------- |
| Orest Lenczyk      | 1972–1974  |
| Janusz Gałek       | 1988–1994  |
| Włodzimierz Gąsior | 1994–1996  |
| Jacek Zieliński    | 1998–1999  |

## Derby
Siarka rozgrywa mecze derbowe ze Stalą Stalowa Wola, w przeszłości określane jako derby województwa tarnobrzeskiego, względnie derby tarnobrzeskie, a obecnie jako derby północnego Podkarpacia bądź wielkie derby Podkarpacia. W jednym sezonie oba zespoły spotkały się w najwyższej klasie rozgrywkowej, tj. w edycji I ligi 1993/1994.